# بنتس ب‌ست.۴
بنز ۴ (به انگلیسی: Benz Bz.IV) یک موتور هواگرد ساختِ کارخانهٔ مرسدس بنز در کشور آلمان است.